# 新历史教科书编纂会

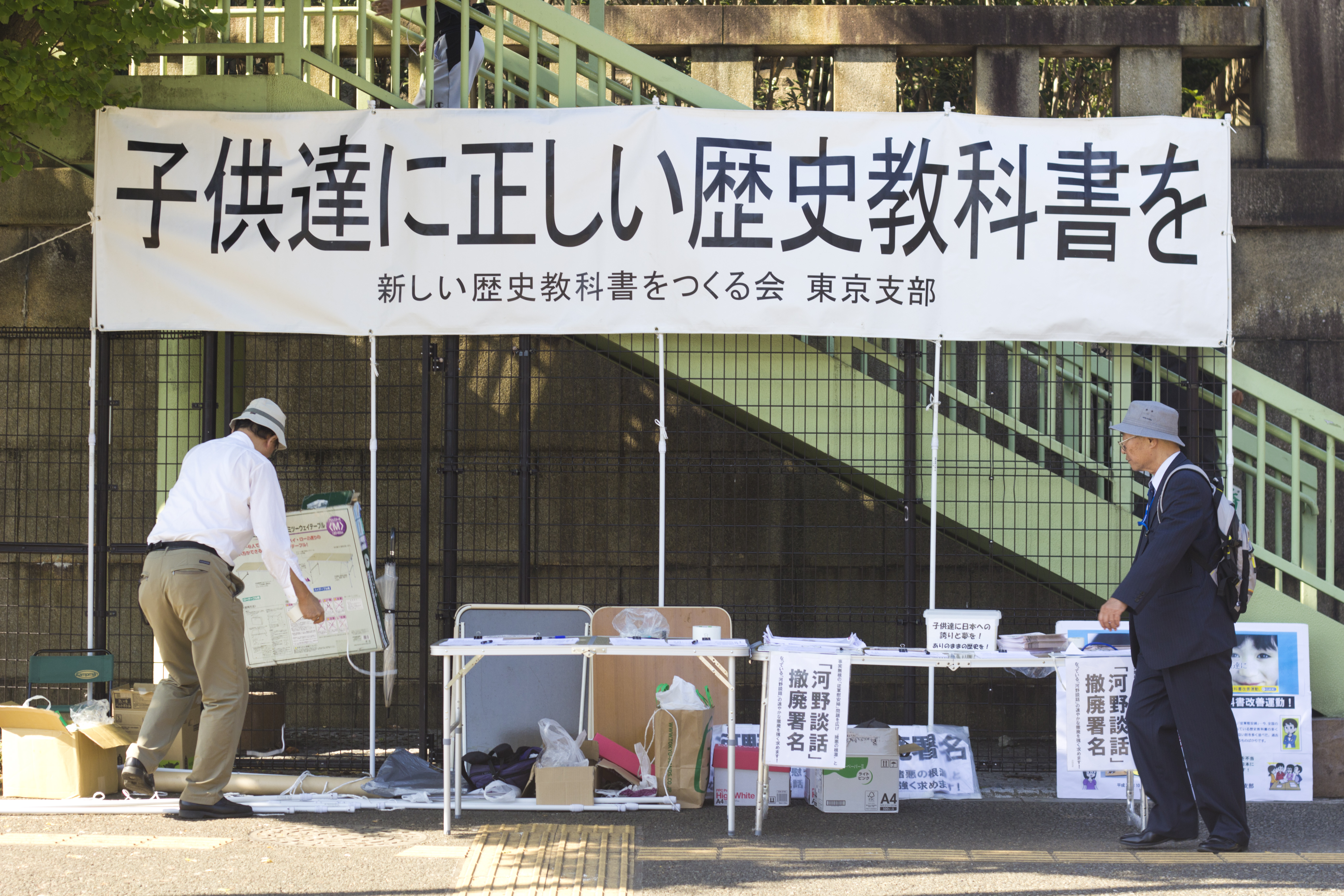
新历史教科书编纂会的成员在靖国神社前挂起标语，要求“给孩子们正确的历史教科书”

新历史教科书编纂会（日语：新しい歴史教科書をつくる会）建立于1996年12月，是为促进日本的民族主义历史教育而成立的机构。前日本首相安倍晋三曾是该会领导人。成立者包括西尾幹二、藤岡信勝等學者。

## 所编历史教科书内容（2005年版）
以下翻译自新历史教科书编纂会从日语译成英语的版本。
- 关于南京大屠杀[4]：

1937年8月，两名日军官兵在中国的外国资本枢纽上海被射杀。事件发生后，日中之间的敌对关系加深。日军官员认为，如果占领中华民国首都南京，就可以让蒋介石投降；而在当年12月便成功占领。日军杀死、杀伤了许多中国军人和平民，这就是南京事件。有许多文献怀疑南京事件的实际死亡人数，这个问题至今仍在激烈讨论。
- 关于卢沟桥事变[4]：

1937年7月7日，有日军士兵在北京城外的卢沟桥附近巡逻时遭到枪击。第二天，事件升级成日中两军的冲突。卢沟桥事件的影响并不严重，但当中国政府命令部队开进后，日本决定向中国派出更多部队。这一系列事件引发了一场长达八年的战争。
- 关于大东亚共荣圈[5]：

这场战争给亚洲人民带来了毁灭性的灾难。其中，日军在中国造成的伤亡损失是极大的。日军每占领一个东南亚国家，便在当地建立军政府。当地的独立派人士为摆脱西方殖民者的统治而和军政府合作。但当日方要求当地人民学习日语、拜谒神道教神社时，却总是遭到抵抗。反日武装组织和同盟国合作打游击战，而日军对其强烈反攻。在这些战斗中，包含平民在内的许多人丧生。当日军的粮食供给不足，胜利的天平不再向日本倾斜时，日军会要求殖民地人民出苦力做苦活。战争结束后，日本向这些国家支付赔款，后来又因为提出在亚洲重建正义的大东亚共荣圈的设想被批评。最后日本战败，部队从亚洲其他国家撤离，在接下来的十几年间各殖民地自行先后独立。一些日军士兵仍留在其他国家，为那里的独立斗争做出贡献。日本向南发兵，起初是为了获得丰富的资源，但也是为了激励亚洲各地早期的独立运动。

## 公众反应
该会于2001年6月出版图书，至2004年6月已售出60万部。尽管取得了商业上的成功，但这些图书并未普及，仅仅局限于东京附近的一些私立学校。

## 注解
1. ↑  实际上中华民国首都当时已迁往重庆。